# ¡Piratas!
¡Piratas! es un juego de rol español creado por Juan Antonio Romero-Salazar. Publicado por primera vez en agosto de 1994 por la editorial bilbaína Ludotecnia, ¡Piratas! fue el primer juego de rol versado en el género de la piratería en ser publicado en España. Todos los libros de la serie ¡Piratas!, libro básico de reglas y suplementos, están encuadernados en rústica, ilustrados por el actual director de Ludotecnia, José Antonio Tellaetxe Isusi, y maquetados por la colaboración de este último con el fundador original de la editorial, Igor Arriola.
El título ¡Piratas!, escrito con ambos signos de exclamación, el de apertura y el de cierre, es el título que los autores han utilizado en casi todas las páginas interiores tanto del manual de reglas básico como de sus suplementos. En cambio, en portadas y contraportadas, el título visible ha sido escrito sin su signo de exclamación de apertura y con dos signos de exclamación de cierre (Piratas!!). El presente artículo se referirá a este juego de rol con su título correctamente ortografiado, ¡Piratas!, y no con el título que figura sobre sus cubiertas exteriores, aunque ambas grafías sean oficiales en tanto que título del juego.

## Sistema de juego
El principal autor del juego, Juan Antonio Romero-Salazar, contó con la colaboración de Igor Arriola y Carlos Monzón para el diseño del sistema de juego. Arriola y Monzón ya habían participado en la creación de los dos primeros juegos de rol de Ludotecnia: Arriola había sido coautor de Mutantes en la sombra (1991) como Monzón lo había sido de Ragnarok (1992).
Para jugar a ¡Piratas! son necesarios una decena de dados de seis caras así como dos dados de diez caras. El juego atribuye varias funciones a los dados de seis, como por ejemplo representar los daños causados por armas. Los dos dados de diez tienen también varias funciones en ¡Piratas!, una de ellas siendo de vital importancia en un juego de rol, que es la de la resolución de acciones de personajes tanto jugadores como no jugadores. El sistema es bastante sencillo: cuando un jugador quiere que su personaje realice una acción en la que hay posibilidad de fallo, el director de juego le anuncia que tiene que tirar dos dados de diez y sumar los resultados de los dos dados. Para que la acción sea considerada exitosa la suma de los dos dados tiene que ser igual o inferior a una suma que resulta de la combinación del nivel de habilidad del personaje con un nivel de dificultad establecido por el director de juego. Hay 16 niveles posibles de dificultad, todos ellos situados dentro de una escala que va de +5 (el nivel más fácil) a -10 (el más difícil), pasando por 0 (el nivel designado como «normal»). Si por ejemplo el personaje de un jugador tiene un valor de 15 en la habilidad llamada «nadar» y cae por la borda de un barco en medio de un huracán, el director de juego puede establecer, por ejemplo, que el nivel de dificultad para nadar en medio de un huracán es el más difícil. Impone pues un -10 y como el personaje tiene un 15 en «nadar» su nivel de habilidad se ve reducido a 5. Efectivamente, es bastante difícil obtener una suma de 5 o menos de 5 con dos dados de diez caras. Si en aguas apenas agitadas por el viento o las olas el director de juego hubiese establecido un nivel de dificultad de +2 el nivel de habilidad del personaje se hubiese visto aumentado a 17 (15 + 2). Obtener 17 o menos con dos dados de diez es efectivamente mucho más fácil. El de ¡Piratas! es pues un sistema de juego bastante intuitivo en el que las tiradas de resolución de acciones se enfrentan a la relación existente entre el grado de habilidad de quien emprende una acción y el grado de dificultad de la acción emprendida.

## Navegación y combate naval
Uno de los aspectos más relevantes de la imaginería pirata es el combate de navíos en alta mar, incluyendo duelos de artillería naval así como el abordaje de barcos. El juego de rol ¡Piratas! no podía ignorar ese aspecto del género y dedica por eso a la navegación y al combate naval un capítulo entero titulado «Cuaderno de bitácora». Este capítulo se ocupa de aportar a jugadores y directores de juego tanto la información necesaria para conocer los rudimentos (teóricos) de la navegación a vela como reglas para representar la navegación y el combate de barcos. En atención a jugadores emprendedores también se explican los procedimientos necesarios o sencillamente adecuados para obtener un barco y una tripulación. ¡Piratas! incluye además, al final de su manual de reglas, un interesante glosario de terminología náutica, indicando los nombres de las diferentes partes de un barco o los nombres de las diferentes velas, palos, instrumentos de navegación, técnicas marítimas etc.

## Universo de juego
El universo de juego de ¡Piratas! es el de la llamada «época dorada de la piratería», es decir la época que se vivió en el Caribe durante los siglos XVI, XVII y XVIII. Las 83 primeras páginas de ¡Piratas! están dedicadas exclusivamente a la descripción de las islas del Caribe y del contexto histórico que llevó a la eclosión de la piratería en sus aguas. Los primeros capítulos del libro indican nombres y descripciones de los principales lugares que los directores de juego harán intervenir en sus partidas (islas, ciudades y puertos) y de forma suficientemente detallada describen los términos propios de la piratería clásica (piratas, corsarios, bucaneros y filibusteros) incluyendo biografías resumidas de personajes históricos habiendo ejercido tales «profesiones» (como John Hawkins, Francis Drake, Bartolomé el Portugués, Henry Morgan, el Olonés, Barbanegra, Calico Jack Rackham o Bartholomew Roberts, por citar sólo algunos ejemplos).
Los capítulos dedicados a la descripción del contexto histórico también incluyen una cronología de las diferentes etapas de la piratería. A dicha cronología se añaden tanto descripciones de la situación religiosa de la época (el catolicismo y el protestantismo, la reforma y la contrarreforma, la Inquisición, los jesuitas etc.) como descripciones de la moda, la vestimenta, las monedas más utilizadas, las armas o las costumbres de entonces. ¡Piratas! también resume la situación política en Europa (que es donde se encontraban las potencias que combatían por el control del Caribe) y señala la importancia de las relaciones sociales entre los habitantes de aquel período histórico, ya fueran hombres o mujeres (libres o esclavos, nobles o plebeyos) o ya fueran negros, mulatos, zambos, mestizos, indios nativos (principalmente arawaks, taínos y caribes) o europeos (principalmente españoles, portugueses, franceses, ingleses y holandeses).
Finalmente, para inspirar en jugadores y directores de juego la atmósfera del universo propio de un juego de piratas, el manual básico incluye una mediateca al final del libro, en la sección titulada «Apéndices». En ella se propone un listado de novelas, libros especializados y películas que han abordado (nunca mejor dicho) el tema de la piratería, desde la Canción del pirata a la novela La isla del tesoro, pasando por clásicos cinematográficos como The Crimson Pirate (El temible burlón en España y El pirata hidalgo en Hispanoamérica) o La isla del tesoro (la película de 1950 producida por los estudios Disney). Al ser un juego de rol publicado en 1994 ¡Piratas! no incluye en esta lista las hoy en día famosas películas de la serie Piratas del Caribe (también producidas por Disney), aunque a modo de precedente sí incluye un capítulo sobre el vudú y la magia que de él pueda obtenerse, elemento fantástico que fue utilizado casi diez años más tarde en Piratas del Caribe.

## Ediciones
¡Piratas! ha sido publicado en una única edición en 1994. Después de que corrieran ciertos rumores sobre el advenimiento futuro de una segunda edición del juego, Ludotecnia anunció que ¡Piratas! no conocería una segunda edición sino que sería reemplazado por un nuevo juego de rol ambientado en el mundo de la piratería. Con el título previsto de ¡Al Abordaje! este juego está todavía pendiente de ser publicado.

## Suplementos
El juego obtuvo suficiente éxito en España como para que varios suplementos fuesen publicados entre 1994 y 1997:
- Pantallas de Piratas!![7] (diciembre de 1994, la pantalla de juego, incluyendo un suplemento de tablas y 15 hojas de personaje)
- La Costa del Dragón[8] (diciembre de 1994, una aventura creada por el autor del juego, Juan Antonio Romero-Salazar)
- Historias. Ambientaciones 1[9] (marzo de 1995, información adicional sobre el contexto histórico y consejos para el director de juego)
- El Tres-Fuegos[10][11] (diciembre de 1996, una aventura basada en la búsqueda de un buque llamado Tres-Fuegos)
- Arenas del Infierno[12][13] (1997, Una colección de textos de la literatura universal sobre corsarios, bucaneros, piratas y filibusteros)

## Estado actual de publicación
Aunque la editorial Ludotecnia fuese la propietaria de los derechos del juego la empresa Distrimagen fue la distribuidora de los libros y suplementos de la serie ¡Piratas! a partir del año mismo de su edición. Hoy en día el manual de reglas básico y sus suplementos están agotados y ¡Piratas! está ya definitivamente descatalogado.